# Kalvsjön (Sexdrega socken, Västergötland)
Kalvsjön är en sjö i Svenljunga kommun i Västergötland och ingår i Viskans huvudavrinningsområde.